# Пинхед
Пи́нхед (англ. Pinhead; от pin «булавка» и head «голова») — герой серии фильмов «Восставший из ада», был придуман в 1987 году писателем и режиссёром Клайвом Баркером в срежиссированном им фильме «Восставший из ада». Впервые появился в повести «The Hellbound Heart», в качестве безымянного сенобита из свиты персонажа по имени Инженер. Прозвище «Инженер» Пинхед имеет в пятой части киносериала.

## Описание
Пинхед является главным сенобитом, живущим в Аду. Во время Первой мировой войны капитан британских войск Эллиот Спенсер видел множество злодеяний, уничтоживших в нём веру в человечество. Чтобы заглушить свою боль, он опустился в распутство и разврат. Через попавшую к нему Шкатулку Лемаршана ему был открыт запретный мир страданий и удовольствий, недоступный человечеству, и в итоге этот мир стал его местом существования, в котором он стал ужасным существом — всю его бледную безволосую голову покрыли продольные и поперечные разрезы, в пересечение которых вбиты булавки. В пупок воткнут крюк, а на груди образован своего рода симметричный коллаж из кусочков плоти, прикреплённых к одеянию, и ран, образовавшихся на местах этой вырезанной плоти. Способен на расстоянии управлять цепями с прикреплёнными к ним крючьями. При том, что он возглавляет сенобитов, не лишен понимания справедливости и остатков человеческих чувств, что проявляется во второй части сериала, когда Пинхед пытается помочь Кёрсти и Тиффани, которых преследует Чаннард. Единственный сенобит, фигурирующий во всех частях «Восставших из ада».

## Появление в фильмах
Восставший из ада
- 1987 — «Восставший из ада»
- 1988 — «Восставший из ада 2: Обречённый на ад»
- 1992 — «Восставший из ада 3: Ад на земле»
- 1996 — «Восставший из ада 4: Кровное родство»
- 2000 — «Восставший из ада 5: Инферно»
- 2002 — «Восставший из ада 6: Поиски ада»
- 2005 — «Восставший из ада 7: Мертвее мёртвого»
- 2005 — «Восставший из ада 8: Мир ада»
- 2011 — «Восставший из ада 9: Откровение»
- 2018 — «Восставший из ада 10: Приговор»
- 2022 — «Восставший из ада»

Прочее
- 2009 — «Стан Хельсинг» — один из монстров
- 2011 — «Хижина в лесу» — отсылка к образу Пинхеда
- 2015 — Левиафан: История «Восставшего из ада» и «Восставшего из ада 2» / Leviathan: The Story of Hellraiser and Hellbound Hellraiser II — документальный фильм.
- «Симпсоны» («Treehouse of Horror V», «Stop or My Dog Will Shoot!», «The Falcon and the D’ohman») — эпизодическое появление в нескольких сериях[1]
- Пинхед многократно выпускался в виде кукольных фигурок, статуэток, масок, бюстов и прочей сувенирной продукции.
- Пинхед является персонажем компьютерной игры в жанре файтинг «Terrordrome: Rise Of The Boogeyman», где главные герои — отрицательные персонажи известных фильмов ужасов.
- Пинхед является одним из управляемых персонажей (убийц) в компьютерной игре «Dead by Daylight».